# Беласис, Томас, 1-й граф Фоконберг (1699—1774)
Томас Беласис (англ. Thomas Belasyse; 27 апреля 1699 — 8 февраля 1774) — британский аристократ, 4-й виконт Фоконберг с 1718 года, 1-й граф Фоконберг (второй креации) с 1756 года.

## Биография
Томас Беласис был сыном 3-го виконта Фоконберга того же имени и его жены Бриджет Гейдж, дочери сэра Джона Гейджа, 4-го баронета. Он был воспитан как католик, но публично отрёкся и перешел в англиканскую церковь. Беласис унаследовал владения и титул отца после его смерти 26 ноября 1718 года. Виконт служил в королевской спальне в 1738—1760 годах, был членом Тайного совета. 16 июня 1756 года он получил титул графа Фоконберга.
Беласис был женат на Кэтрин Бетам, дочери Джона Бетама. В этом браке родились сын Генри (1743—1802), ставший 2-м графом Фоконбергом, и дочь Энн (1746—1768), жена Фрэнсиса Джерома Толбота. Кроме того, у Томаса была дочь Барбара, жена Джорджа Барневалла.